# نور أباد (بوشكان)
نور أباد (بالفارسية: نورآباد) هي قرية تقع في إيران في قسم بوشكان الريفي. يقدر عدد سكانها بـ 660 نسمة .